# Wydawnictwo Uniwersytetu Medycznego im. Piastów Śląskich we Wrocławiu
Wydawnictwo Uniwersytetu Medycznego im. Piastów Śląskich we Wrocławiu (Wydawnictwo UMW) – polskie wydawnictwo naukowe działające od 1976 r. przy Uniwersytecie Medycznym im. Piastów Śląskich we Wrocławiu. Do 2007 r. funkcjonowało jako Dział Wydawnictw, a w latach 2007–2015 jako Dział Wydawnictw i Promocji Uczelni. Nadzór merytoryczny nad jednostką pełni Rektor UMW .

## Historia
Działalność wydawnicza Uniwersytetu im. Piastów Śląskich we Wrocławiu, dawniej Akademii Medycznej we Wrocławiu, sięga 1976 r. Pierwszym kierownikiem jednostki była Bożena Kuczyńska (do 1995 r.). W latach 1995–2005 Działem Wydawnictw kierowała Urszula Mądrzak, a w 2006–2014 Małgorzata Kuniewska-Kaucz. Od 2014 r. kierownikiem Wydawnictwa jest Monika Kolęda. Do maja 2004 r. siedziba Wydawnictwa mieściła się przy ul. L. Pasteura 2, a w latach 2004–2015 przy ul. Chałubińskiego 6 A. Obecnie Wydawnictwo znajduje się w budynku Centrum Naukowej Informacji Medycznej przy ul. Marcinkowskiego 2–6.

## Działalność wydawnicza
Wydawnictwo UMW wydaje głównie monografie, polsko- i anglojęzyczne czasopisma naukowe, podręczniki akademickie, skrypty, rozprawy habilitacyjne i publikacje pamiątkowe.
Czasopisma naukowe wydawane przez Wydawnictwo UMW:
- „Advances in Clinical and Experimental Medicine”;
- „Dental and Medical Problems”;
- „Polimery w Medycynie”.

Najważniejsze publikacje książkowe:
- Marek Bolanowski, Justyna Kuliczkowska-Płaksej (red.): Endokrynologia w praktyce klinicznej. Podręcznik dla studentów, Wrocław: Wydawnictwo UMW, 2019, ISBN 978-83-7055-399-9;
- Robert Śmigiel, Dariusz Patkowski (red.): Wrodzone zarośnięcie przełyku. Praktyczny przewodnik, Wrocław: Wydawnictwo UMW, 2018, ISBN 978-83-7055-394-4;
- Halina Grajeta (red.): Żywienie człowieka i analiza żywności. Wybrane zagadnienia, Wrocław: Wydawnictwo UMW, 2018, ISBN 978-83-7055-391-3;
- Jacek Szepietowski, Przemysław Pacan, Adam Reich, Magdalena Grzesiak (red.): Psychodermatologia, Wrocław: Wydawnictwo UMW, 2012, ISBN 978-83-7055-453-8;
- Jerzy Czernik (red.): Chirurgia dziecięca. Podręcznik dla studentów, Wrocław: Wydawnictwo UMW, 2008, ISBN 978-83-7055-401-9.